# Колібрі-короткодзьоб пурпуровий
Колі́брі-короткодзьо́б пурпуровий (Ramphomicron microrhynchum) — вид серпокрильцеподібних птахів родини колібрієвих (Trochilidae). Мешкає в Андах.

## Опис
Довжина птаха становить 8—9 см, вага 3,5 г. Дзьоб чорний, довжиною 5 мм — найкоротший серед усіх колібрієвих. У самців верхня частина тіла фіолетова, металево-блискуча, за очима білі плями. Горло блискуче, золотисто-зелене, решта нижньої частина тіла зелена, блискуча. Хвіст відносно довгий, роздвоєний, чорно-фіолетовий. Самиці мають дещо блідіше забарвлення. Верхня частина тіла у них зелена, блискуча, за очима білі плями. Нижня частина тіла біла, поцяткована зеленими плямками. Хвіст коротший, ніж у самців, менш роздвоєний, бронзово-фіолетовий. Крайні стернові пера мають білі кінчики.

## Підвиди
Виділяють чотири підвиди:
- R. m. andicola Simon, 1921 — Західна Венесуела (Кордильєра-де-Мерида);
- R. m. microrhynchum (Boissonneau, 1840) — Анди в Колумбії, Еквадорі і північно-західному Перу;
- R. m. albiventre Carriker, 1935 — Анди в Центральному Перу (Уануко, Куско, Апурімак);
- R. m. bolivianum Schuchmann, 1984 — гори Кордильєра-де-Кокапата[de] (департамент Кочабамба в центральній Болівії).

## Поширення і екологія
Пурпурові колібрі-короткодзьоби мешкають у Венесуелі, Колумбії, Еквадорі, Перу і Болівії. Вони живуть на узліссях вологих гірських тропічних лісів, зокрема лісів Polylepis, у криволіссях та в парамо, на висоті від 1700 до 3600 м над рівнем моря. Під час сезону дощів вони мігрують в долини. Живляться нектаром квітів, а також комахами, яких ловлять в польоті або збирають з рослинності. Сезон розмноження триває з травня по березень. Гніздо чашоподібне, робиться з рослинних волокон, моху і лишайників, прикріпляється до горизонтально розташованої гілки. В кладці 2 яйця, інкубаційний період триває 16 днів.